# 고스트페이스 킬라

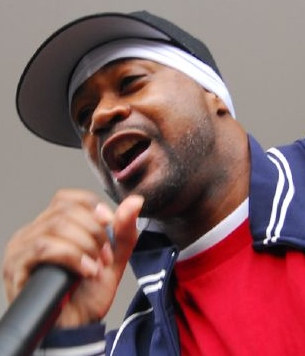

고스트 페이스킬라(Ghostface Killah)(본명:Dennis Coles 출생:1970년 5월 9일 (미국) ~)는 미국의 랩가수 겸 힙합그룹 우 탱 클랜의 멤버이다.

## 데뷔
뉴욕에서 태어났으며, 우 탱 클랜의 멤버로써 데뷔했다. 1995년 솔로 앨범을 낸 랙원, 메소드 멘, 맙딥 등과 친분을 쌓으며, 1996년 첫 솔로 앨범《Ironman》을 발매한다.

## 데프잼 레코드
2003년 그는 데프잼 레코드로 영입된다.그는 그의 뒷이름 'Killah'를 버리고, 2004년 새 앨범 《 The Pretty Toney Album》로 컴백한다.앨범에는 우 탱 클랜뿐만 아니라, 자다키스, 미시 앨리엇 등이 참여했다.이 앨범으로 2004년 '올해의 힙합아티스트'에 선정됐으며,영국챠트에서도 좋은 성적을 거둔다.2007년 《The Big Doe Rehab》를 발표했다.